# Московский музей современного искусства
Московский музей современного искусства (англ. MMоMA — аббревиатура от Moscow Museum of Modern Art) — первый в России государственный музей современного искусства, в коллекциях которого представлены исключительно произведения визуальной культуры ХХ и XXI веков. Музей был основан в 1999 году при поддержке Правительства Москвы и Департамента культуры столицы. Основателем и директором ММоМА является Зураб Церетели. Постоянная коллекция насчитывает более 12 тыс. арт-объектов: картин, фотографий, скульптур, инсталляций. Музей также занимается организацией временных выставок, осуществляет научную, реставрационную и издательскую деятельность. Музей располагает пятью площадками в центре Москвы. Главное здание находится по адресу ул. Петровка, 25.

## История создания

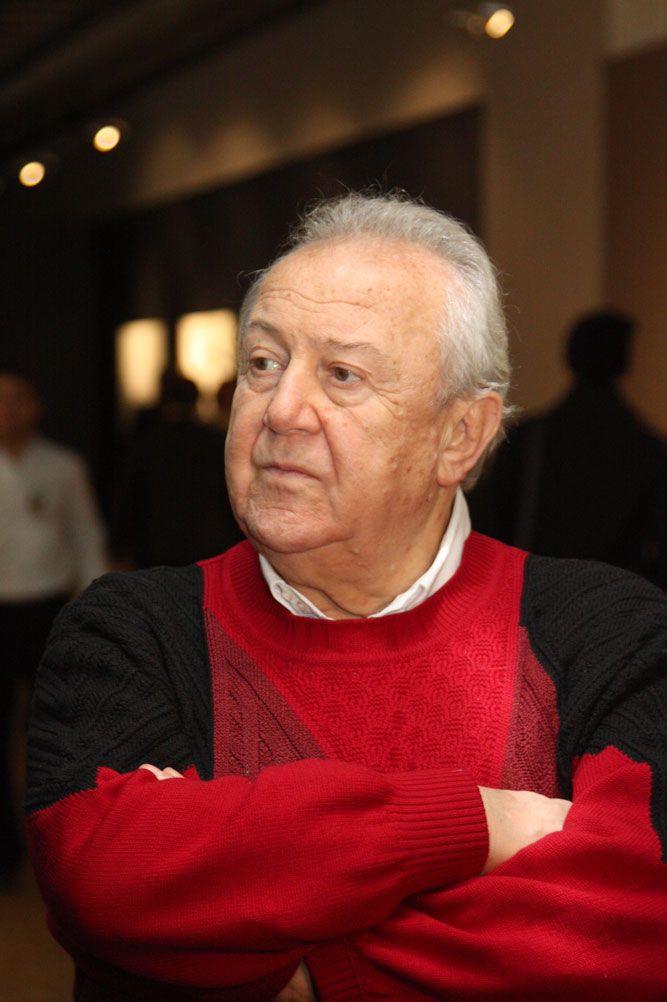
Основатель и директор ММоМА Зураб Церетели, 2014

В 1990-х годах начался новый период в истории музейного дела в России, открывались новые галереи и выставочные центры. Это время связано с процессами интеграции отечественного искусства в мировое культурное пространство и обмена опытом с зарубежными специалистами. Как отмечают авторы статьи о современном искусстве в России, «именно в 1990-х годах сформировался феномен интернационального арт-мира, чему способствовало широкое распространение биеннале, появление новых художественных центров и возросшая мобильность художников и кураторов».
Важным шагом организации музейных пространств в России, специализирующихся исключительно на современном искусстве, стало открытие Московского музея современного искусства (ММоМА). Основателем и директором ММоМА стал президент Российской Академии художеств Зураб Церетели. В 1995 году скульптор на собственные средства приобрел особняк на Петровке и передал городу в безвозмездное пользование на время существования там музея, который открылся 15 декабря 1999 года. В основу музейного собрания легла личная коллекция Церетели, насчитывавшая более двух тысяч работ мастеров XX века. Позднее фонды были пополнены, и на данный момент музей обладает одним из наиболее значительных собраний отечественного искусства XX столетия.

## Концепция музея
Нью-Йоркский музей современного искусства (MoMA, The Museum of Modern Art), основанный в 1929 году, является образцом и оказывает существенное влияние на музеи современного искусства по всему миру в вопросах выработки концепции коллекционирования и экспонирования арт-объектов.
Некоторые авторы подчеркивают преемственность концепции организации музейного пространства у МоМА и ММоМА. Открывшийся в 1999 году московский музей, как и его американский прототип, специализируется на искусстве ХХ и XXI веков. При этом, как отмечает искусствовед Анастасия Карлова, в Московском музее современного искусства в отличие от отделов новейших течений Русского музея и Третьяковской галереи, хронологические рамки современного искусства распространены на весь XX век. Также, по мнению Карловой, в ММоМА принята авторская стратегия организации экспозиции, основанная на художественных представлениях её создателя, Зураба Церетели. В отличие от Русского музея и Третьяковской галереи, коллекция современного искусства ММоМА представляет не только отечественных мастеров, но и работы авторов из других стран. Фрэнсис Моррис, известный искусствовед и бывший директор лондонской галереи Тейт Модерн, считает, что «современное искусство становится глобальным, поэтому необходимы новые, мировые центры современного искусства, постепенно вырабатывается новый язык искусства». Московский музей современного искусства развивает эти принципы.

## Деятельность

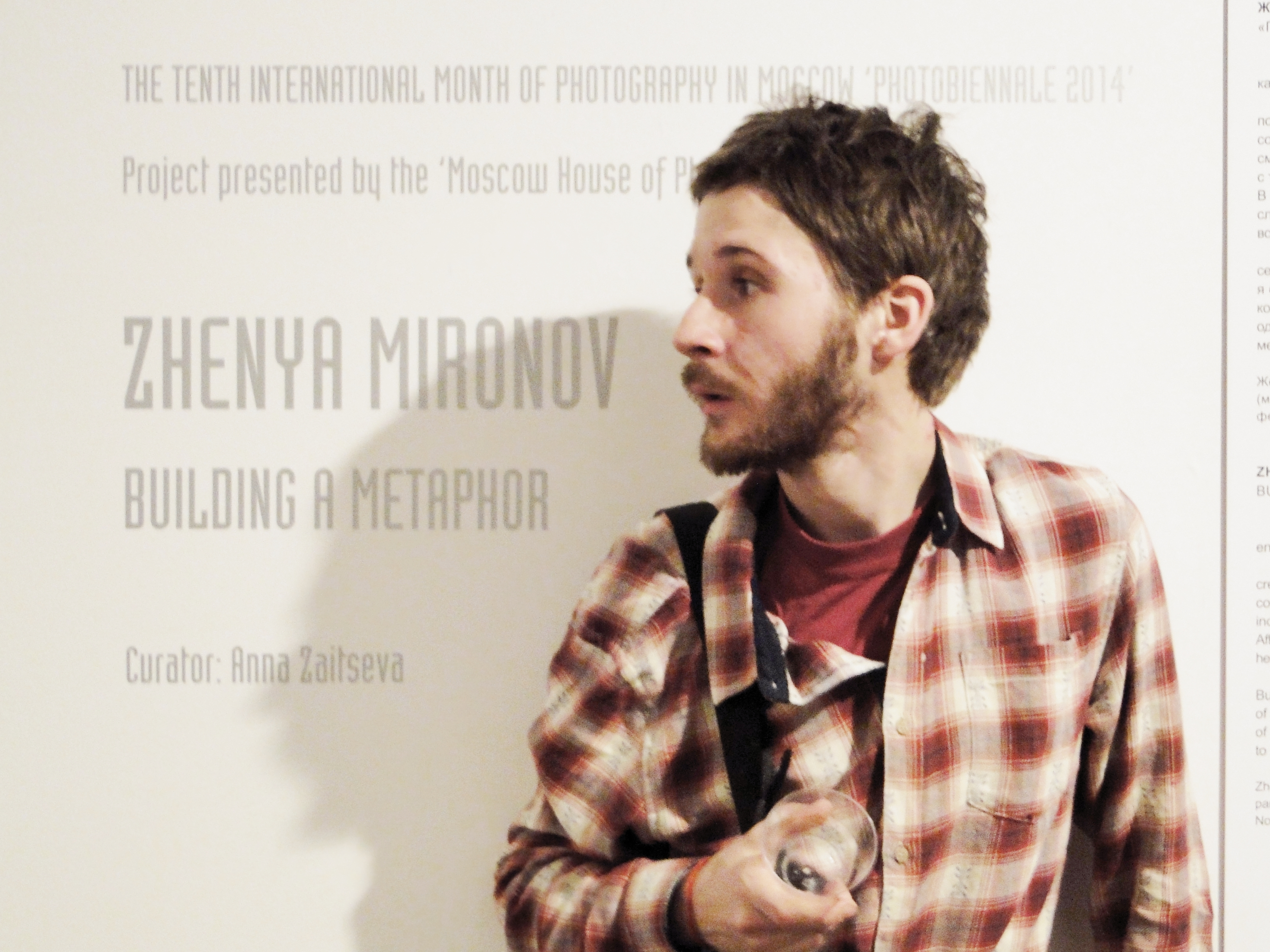
Фотограф и художник Евгений Миронов на своей выставке «Построение метафоры» в ММоМА, 2014

### Выставочная
Ежегодно ММоМА реализует более 70 различных проектов — выставок, ретроспектив, международных фестивалей. Выставочная стратегия музея включает в себя показы как начинающих авторов, так и крупных художников. Издательская, образовательная и научно-исследовательская деятельность музея направлена на то, чтобы приобщение к современному искусству стало доступным и интересным для широкого круга зрителей. С 2011 года в музее существует волонтерское движение, благодаря которому любой желающий может участвовать в деятельности ММоМА.

### Образовательная
В образовательную программу ММоМА входят школа современного искусства, детская художественная студия «Фантазия» для детей с 5 до 12 лет, и лекторий, где проходят лекции по различным проблемам современной культуры, творческие встречи с художниками, круглые столы, мастер-классы, а также организовывает спецкурсы, посвященные темам современного искусства.
Ещё одним направлением работы музея является поддержка и вовлечение молодых авторов в художественный процесс. Для этого при музее была открыта школа современного искусства «Свободные Мастерские». Двухгодичный курс обучения в школе подготовлен для молодых художников и кураторов и включает лекции и практическую деятельность в творческих мастерских. В музее проводятся образовательные экскурсии для взрослых и детей по крупным выставочным проектам. В программу входят лекции по современному искусству, изучение художественного рынка, изучение новых технологий визуальных искусств, освоение интеллектуальных проблем современной культуры.

### Научная

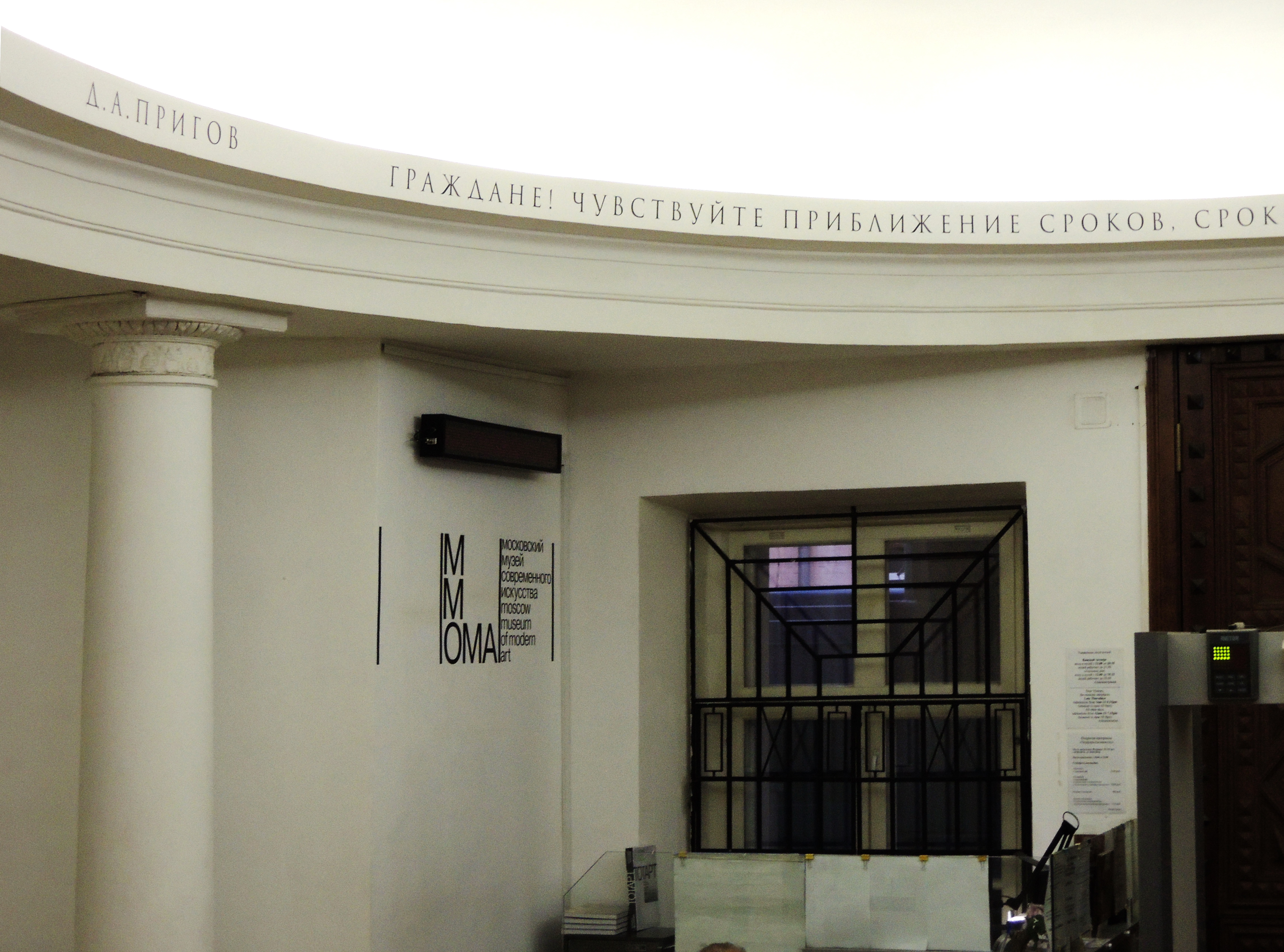
Интерьеры ММоМА на Петровке, 25. 2010-е

Исследовательская работа сосредоточена на изучении постоянной коллекции музея. При ММоМА работает библиотека с обширной подборкой книг по искусству русских и зарубежных авторов, а также функционирует научно-исследовательская лаборатория (НИЛ ММСИ) по изучению предметов искусства. Лаборатория является одним из лучших центров исследования предметов современного искусства в России.
Технико-технологические исследования предметов искусства позволяют решать следующие задачи:
- оценивать стратиграфические системы живописи;
- определять наборы материалов и технологических приемов;
- проводить хронологические оценки нижней границы времени создания предмета[14][17].

Технологии, применяемые в лаборатории, позволяют экспериментальными методами определять различные компоненты живописи:
- «исторические» и современные минеральные пигменты;
- «исторические» органические связующие на основе природных материалов;
- природные и синтетические органические полимерные материалы;
- волокнистые материалы основ картин — холста, бумаги, картона, оргалита[17].

Помимо работы с произведениями из собственной коллекции, музей проводит научные исследования совместно с Третьяковской галереей, ГМИИ имени Пушкина и другими институциями.

### Издательская
Издательская деятельность является одним из приоритетных направлений научно-просветительской работы Музея современного искусства, за время существования которого было выпущено более 200 книг. Среди них каталоги выставок и издания, посвященные коллекциям музея, монографии ведущих российских и зарубежных художников.
С 2003 года музей издает собственный журнал — «ДИ» («Диалог искусств»). Журнал стал преемником советского издания «Декоративное искусство СССР» (который в 2012 году вновь вышел в печать под названием «Декоративное искусство») и посвящен актуальным проблемам мирового художественного процесса. В «ДИ» публикуются критические эссе, обзоры выставок и других интересных событий в области современного искусства и культуры.
При музее также открыт фирменный книжный магазин, где представлена актуальная литература об архитектуре, дизайне, моде и изобразительном искусстве разных эпох, а также периодика на русском и английском языках.

## Коллекция музея
Коллекция MMоMA, состоящая из работ мастеров различных художественные течений современного искусства, насчитывает около 12 тыс. экспонатов. Хронологические рамки экспозиции охватывают период от рубежа XIX—XX веков, времени зарождения модернистских художественных практик в российской культуре, до сегодняшнего дня. В собраниях музея представлены работы художников-авангардистов. Большой раздел экспозиции посвящен также творчеству нонконформистов 1960—1980-х годов. В фондах музея хранятся отдельные произведения представителей художественных течений 1920-х, соцреализма, советского импрессионизма.

### Авангард
Основу коллекции составляют произведения классиков русского авангарда начала XX столетия. Многие работы, приобретённые на аукционах и в галереях Европы и США, были возвращены в Россию. Среди них полотна Казимира Малевича, Марка Шагала, Натальи Гончаровой и Михаила Ларионова, Александры Экстер, Аристарха Лентулова, Владимира Татлина, Павла Филонова и Василия Кандинского, скульптуры Александра Архипенко и Осипа Цадкина. Кроме того, в музее находится уникальное собрание работ грузинского художника-примитивиста Нико Пиросмани.

### Нонконформисты
В музее представлены работы художников-нонконформистов 1960—1980-х годов, которые в своё время были «подпольными», а ныне широко известны в России и за рубежом: Илья Кабаков, Анатолий Зверев, Владимир Яковлев, Владимир Немухин, Виталий Комар и Александр Меламид, Дмитрий Краснопевцев, Леонид Шварцман, Сергей Алфёров, Корюн Нагапетян.

### Современные художники
Музей поддерживает развитие современного искусства в России и постоянно пополняет свою коллекцию. В настоящее время в разделе актуального искусства представлены произведения Евгении Васильевой (EVA), Бориса Орлова, Дмитрия Пригова, Франсиско Инфанте, Олега Кулика, Александра Бродского, Айдан Салаховой, Владимира Дубосарского и Александра Виноградова, Виктора Пивоварова, Константина Звездочетова, Андрея Бартенева, Сергея Чеснокова-Ладыженского, Валерий Мишин,  Игоря Новикова, Юрия Шабельникова,  Александра Олигерова и других художников.

Коллекция ММоМА
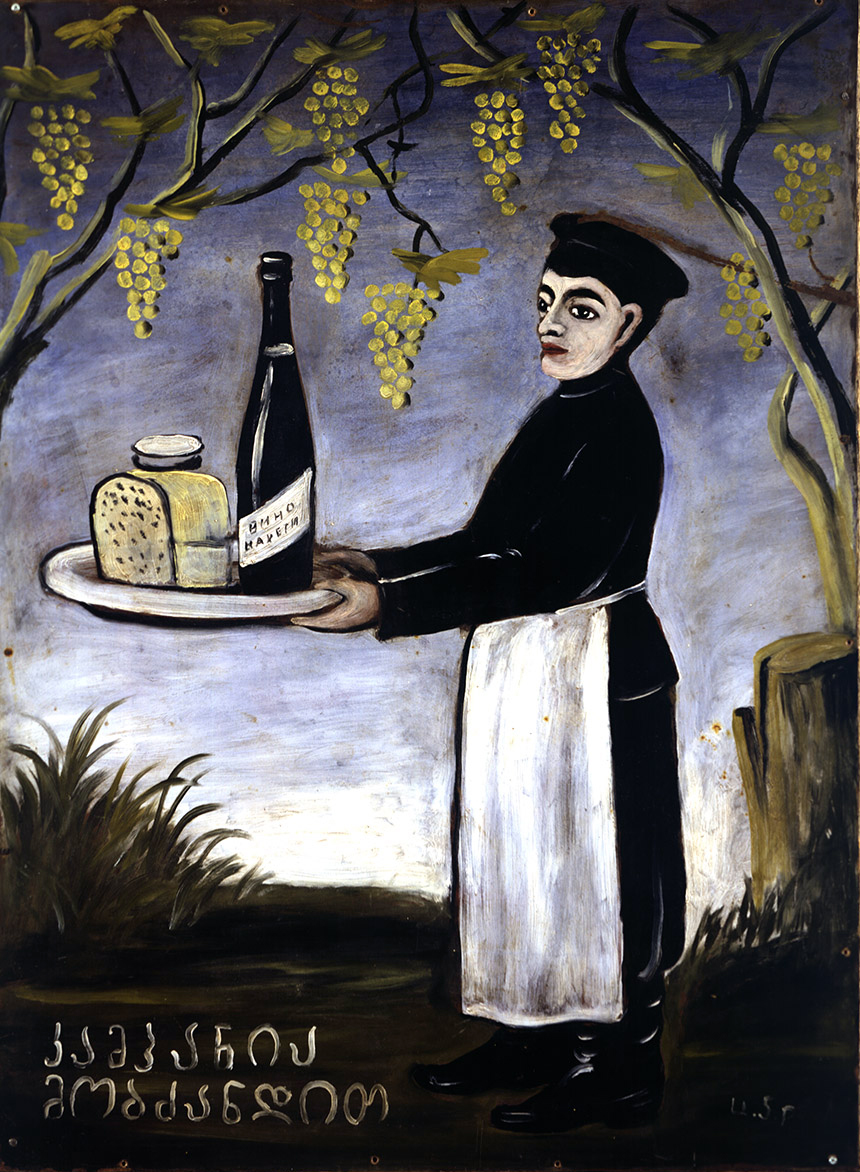
«Компания заходите» Нико Пиросмани. Металл, масло. 96,5 Х 70,5. До 1917 года
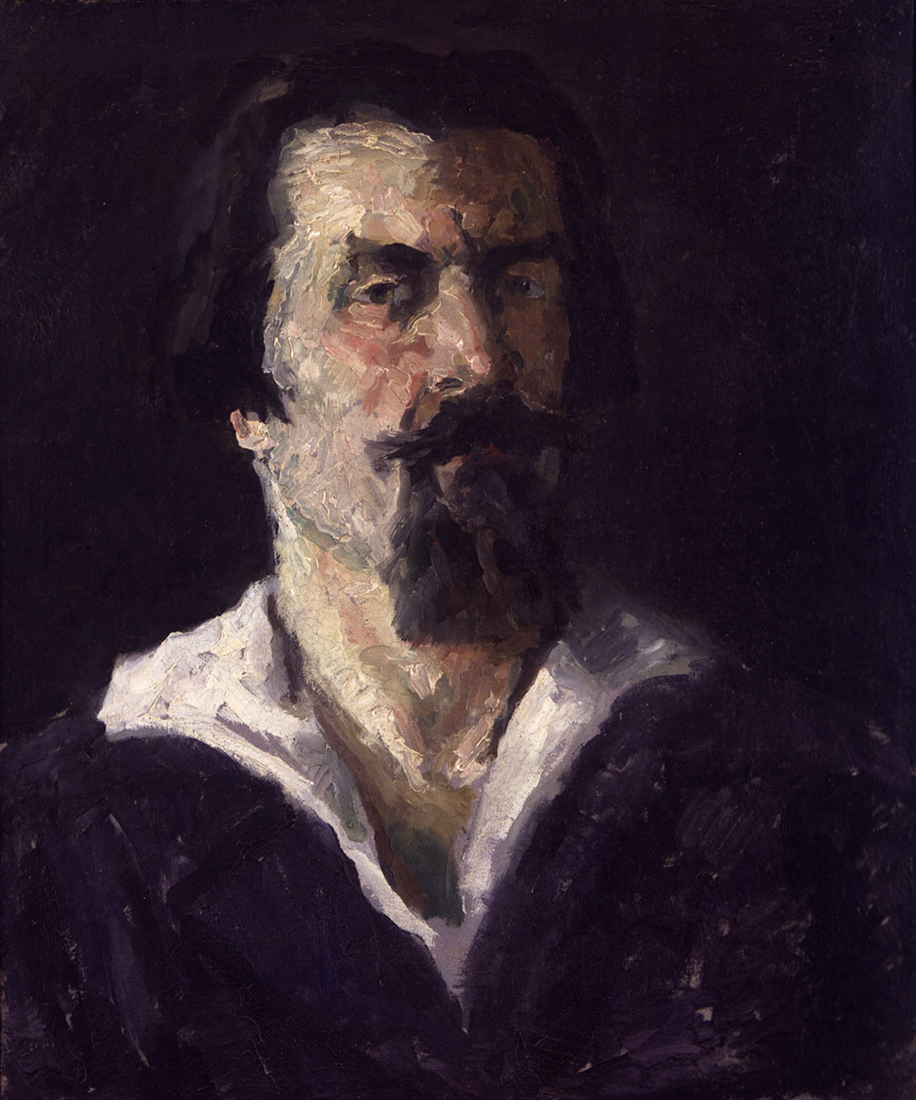
«Автопортрет» Казимира Малевича. Холст, масло 55 Х 45. 1934 год
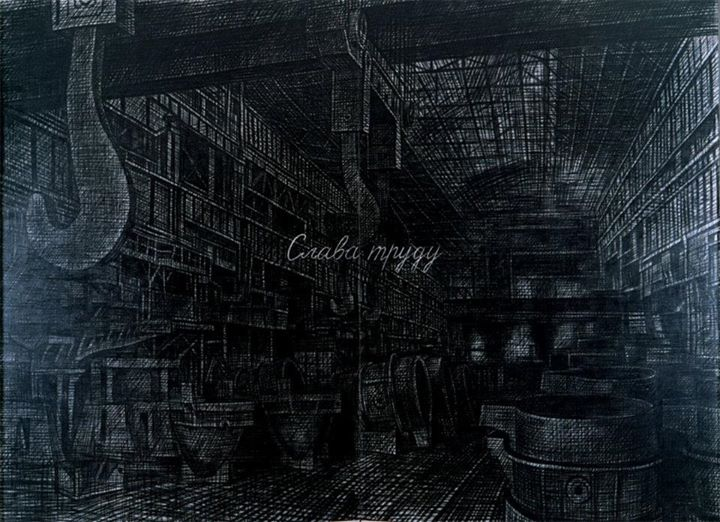
Юрий Шабельников «Солдатам труда». Холст, уголь, соус. 300х400. 1934 год

## Музейные площадки

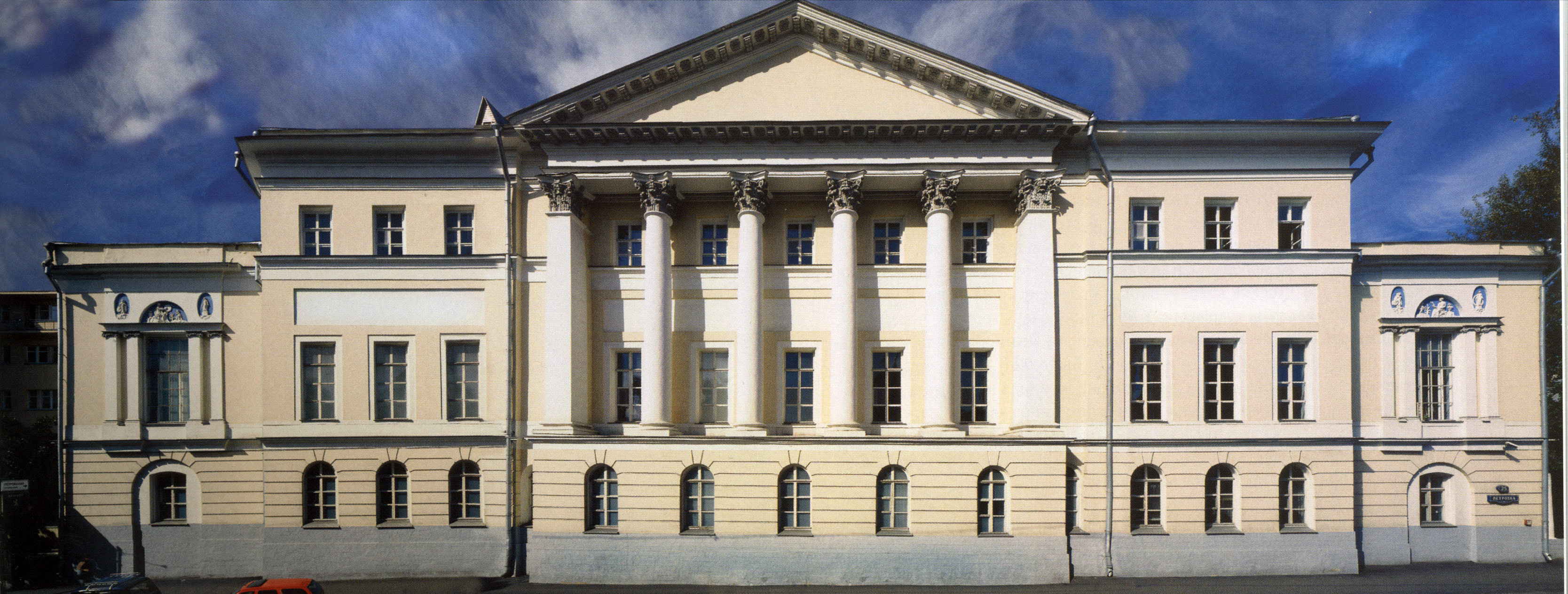
Фасад здания ММоМА на Петровке, 25. 2010 год

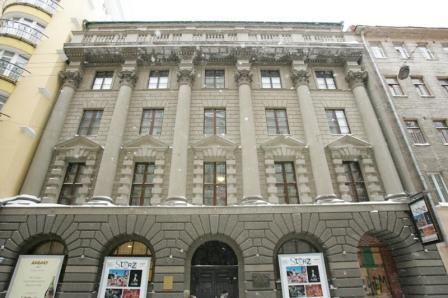
Фасад здания музея в Ермолаевском переулке, 17. 2010 год

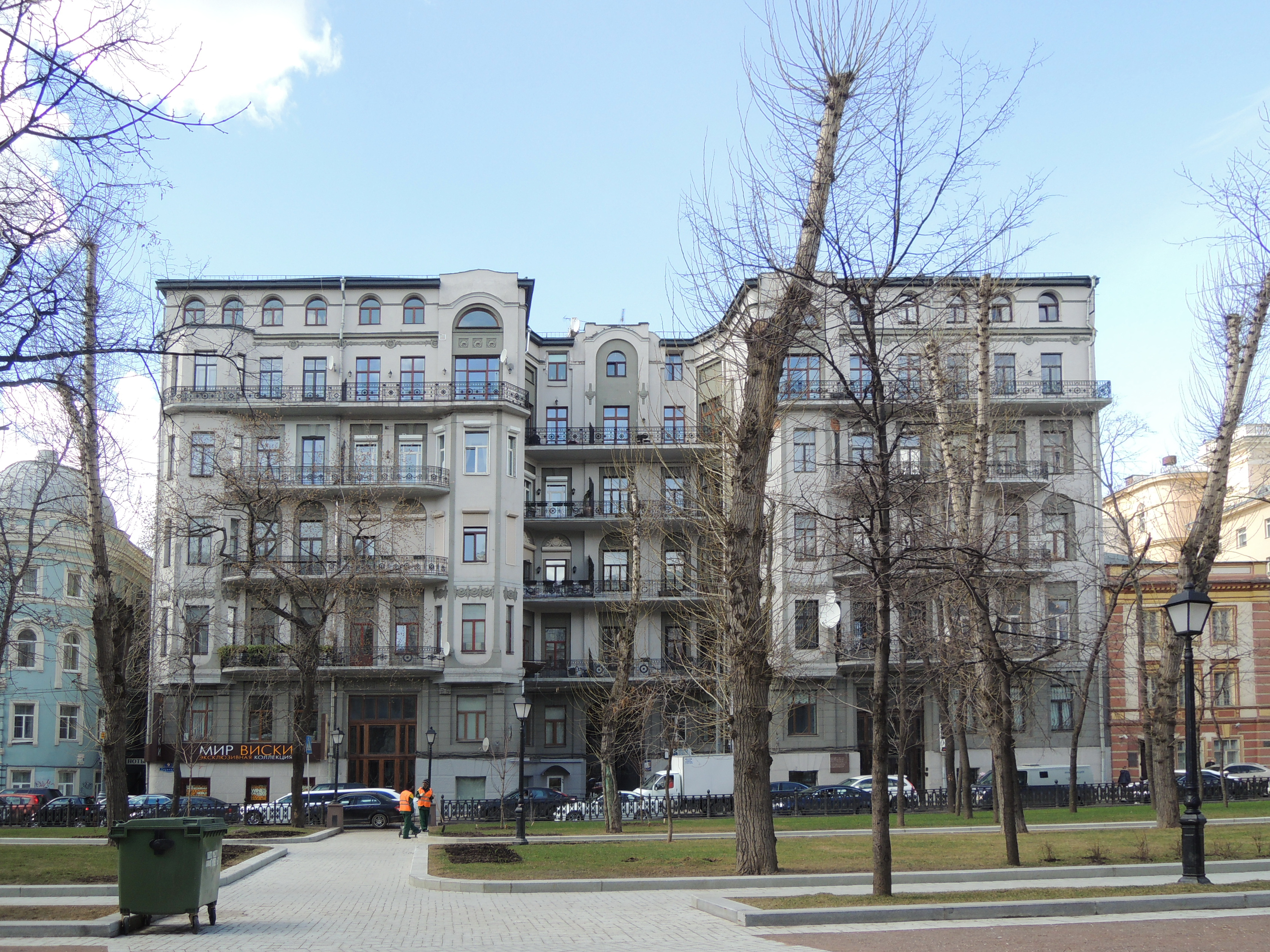
Фасад здания музея на Тверском бульваре, 9. 2014 год

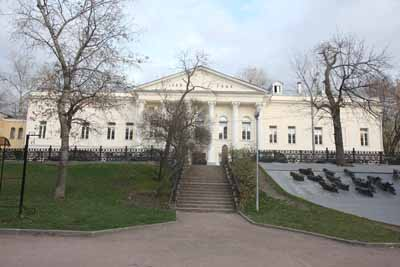
Фасад здания музея на Гоголевском бульваре, 10. 2010 год

### Петровка, 25
В здании, построенном в 1793 году по проекту зодчего Матвея Казакова, находится постоянная экспозиция Московского музея современного искусства. В XVIII веке здание служило главным домом городской усадьбы промышленника и купца Михаила Губина. С 1880 года в доме располагалась гимназия, в которой учились поэт-символист Валерий Брюсов и братья Бахрушины. В 1920 году, бывшая гимназия была определена под Институт физиотерапии и ортопедии, которому принедлежала весь советский период, а в 1995 году было передано в музейное назначение. Здесь сохранились росписи потолков, выполненные в классицистическом стиле, а также уникальные элементы интерьера — парадная лестница, оркестровая ниша в бальном зале, керамические печи. Помимо выставочных залов, в здании музея сейчас находится кафе и киоск книжного магазина.

### Ермолаевский переулок, 17
Вторая площадка музея находится в Ермолаевском переулке. Здание было построено по проекту архитектора Дмитрия Маркова в стиле неоклассицизм в 1914 году для Московского архитектурного общества (здание называлось Доходный дом Московского архитектурного общества, а образцом для него послужил палаццо Андреа Палладио в Виченце). Общество размещалось в здании до 1932 года, после чего было распущено. В советское время дом принадлежал Московскому союзу художников, здесь организовывались молодёжные выставки и располагались творческие мастерские.
3 декабря 2003 года здание было открыто для посетителей как выставочная площадка Московского музея современного искусства. Здание является объектом культурного наследия федерального значения.

### Тверской бульвар, 9
Доходный дом купца Ивана Коровина на Тверском бульваре был возведен по проекту архитектора Ивана Кондратенко в 1906 году. В 1914—1915 годах у певицы Зинаиды Синяковой (Мамоновой), жившей в одной из квартир этого дома, собиралась московская художественная молодежь. В её квартире бывали Борис Пастернак, Владимир Маяковский, Велимир Хлебников и другие. Лиля Брик писала, что в этом доме «родился футуризм». В советское время дом был разделен на коммунальные квартиры. В 1970—1980-х годах в полуподвале здания располагалась мастерская Зураба Церетели. А 7 февраля 2007 года в этом здании открылась новая выставочная площадка ММоМА.
В 2023 здесь открылось пространство "Центр современного искусства No 9".

### Гоголевский бульвар, 10
Другая площадка — Государственный музей современного искусства Российской академии художеств, находится на Гоголевском бульваре. Это здание было построено в конце XVIII века по проекту архитектора Матвея Казакова. В настоящее время здесь проходят международные выставочные проекты, научно-практические конференции, симпозиумы.

### Большая Грузинская, 15
В ноябре 2009 года музей-мастерская Зураба Церетели, которая находится на Большой Грузинской улице, открылась для посещения в качестве филиала ММоМА. Экспозиция мастерской включает более 250 произведений живописи, графики, эмали и станковой скульптуры мастера.